# بلاك ميث: ووكونغ
بلاك ميث: ووكونغ (بالإنجليزية: Black Myth: Wukong) هي لعبة أكشن تقمص الأدوار من تطوير شركة صينية ناشئة، اللعبة مبنية على الرواية الصينية رحلة إلى الغرب. صدرت اللعبة في 20 اغسطس 2024، لنظام ويندوز وجهاز بلاي ستيشن 5.

## التسويق
في 20 أغسطس 2020، قام المطور بتحميل فيديو مدته 13 دقيقة يستعرض طريقة اللعب (بمرحلة الفا). في غضون يوم واحد، حصد الفيديو على ما يقرب من 2 مليون مشاهدة على يوتيوب و 10 ملايين مشاهدة على بيليبيلي. في 8 فبراير 2021، احتفالًا بعام الثور، أصدر الفريق مقطعًا دعائيًا للعبة مدته 3 دقائق، والذي استعرض أعداء اللعبة ووحوشها ومناطقها.
في 19 أغسطس 2021، أصدر الفريق مقطعًا دعائيًا مطولا لحوالي 12 دقيقة، والذي كشف أن اللعبة قد تم نقلها إلى محرك أنريل إنجن 5.

## الاستقبال
| استقبال |                                                        |
| --- | ------------------------------------------------------ |
| مجموع النقاط المجموع نقاط ميتاكريتيك PC: 81/100 [ 10 ] PS5: 76/100 [ 11 ] نتائج المراجعة نشرة نقاط يورو غيمر [ 12 ] غيم سبوت 8/10 [ 13 ] غيمز رادار [ 14 ] آي جي إن Adria: 8/10 [ 15 ] بنلوكس : 9/10 [ 16 ] BR : 8.5/10 [ 17 ] CN : 10/10 [ 18 ] US : 8/10 [ 19 ] جو فيديو 16/20 [ 20 ] بي سي غيمر (الولايات المتحدة) 87/100 [ 21 ] بي سي غيمز إن 8/10 [ 22 ] شاك نيوز 6/10 [ 23 ] 3DM 10/10 [ 24 ] ديكسرتو [لغات أخرى] ‏ [ 25 ] Dot Esports 8/10 [ 26 ] Game Rant [ 27 ] GamerSky 10/10 [ 28 ] Multiplayer.it 8/10 [ 29 ] Vandal 8.3/10 [ 30 ] |                                                        |
| مجموع النقاط |                                                        |
| المجموع | نقاط                                                   |
| ميتاكريتيك | PC: 81/100 PS5: 76/100                                 |
| نتائج المراجعة |                                                        |
| نشرة | نقاط                                                   |
| يورو غيمر | [ 12 ]                                                 |
| غيم سبوت | 8/10                                                   |
| غيمز رادار | [ 14 ]                                                 |
| آي جي إن | Adria: 8/10 بنلوكس: 9/10 BR: 8.5/10 CN: 10/10 US: 8/10 |
| جو فيديو | 16/20                                                  |
| بي سي غيمر (الولايات المتحدة) | 87/100                                                 |
| بي سي غيمز إن | 8/10                                                   |
| شاك نيوز | 6/10                                                   |
| 3DM | 10/10                                                  |
| ديكسرتو ‏ | [ 25 ]                                                 |
| Dot Esports | 8/10                                                   |
| Game Rant | [ 27 ]                                                 |
| GamerSky | 10/10                                                  |
| Multiplayer.it | 8/10                                                   |
| Vandal | 8.3/10                                                 |

### المبيعات
في يوم الإصدار، وصلت اللعبة إلى 2.2 مليون لاعب متزامن على ستيم، مما جعلها ثاني أعلى لعبة بهذا بعدد اللاعبين، متجاوزة ألعابًا شهيرة أخرى مثل ايلدن رينج، سايبر بانك 2077. في 23 اغسطس 2024 ، أعلنت شركة جيم سينس أن اللعبة قد باعت 10 ملايين نسخة بثلاث ايام من اصدارها. وفقاً لي Bloomberg قد باعت اللعبة حوالي 18 مليون وحدة في غضون أسبوعين، مما يجعلها واحدة من أسرع الألعاب مبيعًا على الإطلاق. خلال معرض طوكيو للألعاب 2024، أشار كين كوتاراجي، الرئيس التنفيذي السابق لشركة سوني إنتراكتيف إنترتينمنت، إلى أن اللعبة قد باعت 20 مليون وحدة في الشهر الأول. في 31 يناير 2025 ، اعلن اللعبة قد باعت 25 مليون نسخة.

## الإصدار
في مقابلة عام 2020 مع أي جي ان القسم الصنيني، صرحت شركة «جيم إسسينس» أنها تخطط لإصدار بلاك ميث: ووكونغ بحلول عام 2023. يهدف المطور إلى إصدار اللعبة للحاسب الشخصي بالإضافة إلى اجهزة الكونسول. في يناير 2023 ، أصدر فريق التطوير مقطع فيديو قصيرًا يشير إلى أن اللعبة ستصدر رسميًا في صيف عام 2024. من المقرر اصدارها في 20 اغسطس 2024، للويندوز وجهاز بلاي ستيشن 5 مع اصدارها لأجهزة اكس بوكس في وقت لاحق.
في حفل جوائز اللعبة 2023 ، تم تحديد تاريخ إصدارها، من المقرر إصدارها في 20 أغسطس 2024.

## روابط خارجية
- بلاك ميث: ووكونغ على موقع IMDb (الإنجليزية)